# Australia ai Giochi della XXIII Olimpiade
L'Australia partecipò ai Giochi della XXIII Olimpiade, svoltisi a Los Angeles, Stati Uniti, dal 28 luglio al 12 agosto 1984, con una delegazione di 242 atleti impegnati in ventidue discipline.

## Medaglie
| Medaglia | Nome                                                   | Disciplina | Evento                          |
| -------- | ------------------------------------------------------ | ---------- | ------------------------------- |
| Oro      | Michael Grenda Kevin Nichols Michael Turtur Dean Woods | Ciclismo   | Inseguimento a squadre - Uomini |

## Risultati

### Pallacanestro
- Uomini

| Atleta | Classifica |
| --- | ---------- |
| V · D · M Nazionale australiana - Pallacanestro ai Giochi della XXIII Olimpiade - Torneo maschile 4 Campbell · 5 Keogh · 6 Smyth · 7 Sengstock · 8 M. Dalton · 9 Carroll · 10 Dalgleish · 11 A. Gaze · 12 Davies · 13 Morseu · 14 B. Dalton · 15 Borner · All. Lindsay Gaze | 7°         |
| Nazionale australiana - Pallacanestro ai Giochi della XXIII Olimpiade - Torneo maschile |            |
| 4 Campbell · 5 Keogh · 6 Smyth · 7 Sengstock · 8 M. Dalton · 9 Carroll · 10 Dalgleish · 11 A. Gaze · 12 Davies · 13 Morseu · 14 B. Dalton · 15 Borner · All. Lindsay Gaze                                                                                                   |            |

- Donne

| Atleta | Classifica |
| --- | ---------- |
| V · D · M Nazionale australiana - Pallacanestro ai Giochi della XXIII Olimpiade - Torneo femminile 4 Maher · 5 Marshall · 6 Cheesman · 7 Cockrem · 8 Quinn · 9 Mickan · 10 Nykiel · 11 Foster · 12 Moffa · 13 Dalton · 14 Laidlaw · 15 Geh · All. Brendan Flynn | 5°         |
| Nazionale australiana - Pallacanestro ai Giochi della XXIII Olimpiade - Torneo femminile |            |
| 4 Maher · 5 Marshall · 6 Cheesman · 7 Cockrem · 8 Quinn · 9 Mickan · 10 Nykiel · 11 Foster · 12 Moffa · 13 Dalton · 14 Laidlaw · 15 Geh · All. Brendan Flynn |            |

### Pallanuoto
| Atleta | Classifica |                      |
| --- | --- | -------------------- |
| V · D · M Nazionale maschile australiana di pallanuoto · Giochi olimpici - Los Angeles 1984 M. Turner • Pengelley • Bryant • Montgomery • Sherwell • Kerr • Mayers • Townsend • C. Turner • Callaghan • Wybrow • Basser • Muspratt · CT : Tom Hoad | 5° |                      |
| Nazionale maschile australiana di pallanuoto · Giochi olimpici - Los Angeles 1984 | |                      |
| M. Turner • Pengelley • Bryant • Montgomery • Sherwell • Kerr • Mayers • Townsend • C. Turner • Callaghan • Wybrow • Basser • Muspratt · CT: Tom Hoad                                                                                              | M. Turner • Pengelley • Bryant • Montgomery • Sherwell • Kerr • Mayers • Townsend • C. Turner • Callaghan • Wybrow • Basser • Muspratt · CT: Tom Hoad | Australia (bandiera) |